# Droga wojewódzka nr 978
Droga wojewódzka nr 978 (DW978) – droga wojewódzka klasy GP położona w południowej Polsce, w województwie małopolskim (powiaty: myślenicki, suski i nowotarski). Łączy miejscowość Lubień z węzłem drogowym Zabornia. Została utworzona na miejscu byłej drogi krajowej nr 7 (tzw. Starej Zakopianki) dnia 10 kwietnia 2024 r.

## Miejscowości leżące przy trasie DW978
- Lubień
- Tenczyn
- Krzeczów
- Naprawa
- Skomielna Biała
- Rabka-Zdrój
- Skawa

## Dopuszczalny nacisk na oś
Na drodze dozwolony jest ruch pojazdów o nacisku pojedynczej osi napędowej do 11,5 tony.